# 幾島幸子
幾島 幸子（いくしま さちこ、1951年 - ）は、日本の翻訳家。
東京都生まれ。早稲田大学政治経済学部卒業。子供をテーマにした本、児童書のほか、強姦批判など社会的評論の翻訳を行う。

## 翻訳

### 一般書
- 『素粒子の宴』（南部陽一郎,H・D・ポリツァー対話、内田美恵,木幡和枝共編訳、工作舎） 1979
- 『生命のニューサイエンス 形態形成場と行動の進化』（ルパート・シェルドレイク、竹居光太郎共訳、工作舎） 1986
- 『未来の子どもたち 性の病理を防ぐために』（ウィルヘルム・ライヒ、思索社、未来のこども） 1986
- 『形の冒険 生命の形態と意識の進化を探る』（ランスロット・ロウ・ホワイト、工作舎） 1987
- 『エイジレス・セルフ 老いの自己発見』（シャロン・R・カウフマン、筑摩書房） 1988
- 『レイプ・男からの発言』（ティモシー・ベイネケ、鈴木晶共訳、筑摩書房） 1988、のち文庫
- 『アレクサンドリア・プロジェクト アレクサンダー大王の謎と古代都市計画』（ステファン・A・シュウォルツ、工作舎） 1988
- 『老年期のうつ』（ネイサン・ビリッグ、筑摩書房、こころの本） 1989
- 『ミスエデュケーション 子どもをむしばむ早期教育』（デイヴィッド・エルキンド、大日本図書） 1991
- 『ジェンダーと科学 プラトン、ベーコンからマクリントックへ』（エヴリン・フォックス・ケラー、川島慶子共訳、工作舎） 1993
- 『絶滅した水鳥の湖』（アン・ラバスティール、晶文社） 1994
- 『性の神話を超えて 脱レイプ社会の論理』（スーザン・グリフィン、講談社選書メチエ） 1995
- 『逆境は成功のもと 心を鼓舞する珠玉のコラム集』（ジグ・ジグラー、日経BP社） 1998
- 『女らしさ』（スーザン・ブラウンミラー、青島淳子共訳、勁草書房） 1998
- 『総決算のとき』（メイ・サートン、みすず書房） 1998
- 『世界比較文化事典』（T・モリスン,W・A・コナウェイ,G・A・ボーデン、マクミランランゲージハウス） 1999
- 『スウェーデン人のまっかなホント』（ペーテル・ベルリン、マクミランランゲージハウス） 1999
- 『レイプ・踏みにじられた意思』（S・ブラウンミラー、勁草書房） 2000
- 『グローバル市場経済生き残り戦略 ルガノ秘密報告』（スーザン・ジョージ、毛利良一監訳、朝日新聞社） 2000
- 『ギリシャ』（マイク・ジェラード、共訳、日経ナショナルジオグラフィック社、ナショナルジオグラフィック海外旅行ガイド) 2001
- 『完璧な親なんていない! カナダ生まれの子育てテキスト』（ジャニス・ウッド・キャタノ、ひとなる書房） 2002
- 『親教育プログラムのすすめ方 ファシリテーターの仕事』（ジャニス・ウッド・キャタノ、杉田真,門脇陽子共訳、ひとなる書房） 2002
- 『親業完全マニュアル』（エリザベス・パントリー、岩波書店） 2003
- 『妹とバスに乗って』（レイチェル・サイモン、早川書房） 2003
- 『DVにさらされる子どもたち 加害者としての親が家族機能に及ぼす影響』（ランディ・バンクロフト,ジェイ・G・シルバーマン、金剛出版） 2004
- 『ハーバードからの贈り物』（デイジー・ウェイドマン、ランダムハウス講談社） 2004、のちダイヤモンド社 2013
- 『砂漠へ 心の故郷、アメリカ南西部』（ウィリアム・キトリッジ、早川書房、ナショナルジオグラフィック・ディレクションズ） 2004
- 『ガイアの素顔 科学・人類・宇宙をめぐる29章』（フリーマン・ダイソン、工作舎） 2005
- 『マルチチュード 〈帝国〉時代の戦争と民主主義』（アントニオ・ネグリ,マイケル・ハート、水嶋一憲,市田良彦監修、日本放送出版協会、NHKブックス） 2005
- 『メディチ・インパクト 世界を変える「発明・創造性・イノベーション」は、ここから生まれる!』（フランス・ヨハンソン、ランダムハウス講談社） 2005
- 『成功する人のシンプルな法則』（ホアキム・デ・ポサダ,エレン・シンガー、アスペクト） 2006
- 『マインド・ジム 脳と心の強化ドリル』（マインド・ジム・リミテッド編著、アスペクト） 2007
- 『インカ帝国 マチュピチュと「氷の少女」のミイラの発見』（ハイラム・ビンガム,ピーター・フロスト,ヨハン・ラインハルト,ギエルモ・A・コック、尾澤和幸共訳、日経ナショナルジオグラフィック社） 2008
- 『思考する言語 「ことばの意味」から人間性に迫る』（スティーブン・ピンカー、桜内篤子共訳、日本放送出版協会、NHKブックス） 2009
- 『なぜ女は昇進を拒むのか 進化心理学が解く性差のパラドクス』（スーザン・ピンカー、古賀祥子共訳、早川書房） 2009
- 『子どもの感情・親の感情 完ぺきな親なんていない 子どもの気持ちにどうこたえてあげたらいいの?』（カナダ・公衆衛生局 Nobody's Perfect Japan監修、遠見書房） 2010
- 『江戸に学ぶエコ生活術』（アズビー・ブラウン、阪急コミュニケーションズ） 2011
- 『ショック・ドクトリン 惨事便乗型資本主義の正体を暴く』（ナオミ・クライン、村上由見子共訳、岩波書店） 2011
- 『コモンウェルス 〈帝国〉を超える革命論』（アントニオ・ネグリ,マイケル・ハート、水嶋一憲監修、古賀祥子共訳、日本放送出版協会、NHKブックス） 2012
- 『地球の絶景 ナショナルジオグラフィックが見た』（日経ナショナルジオグラフィック社） 2012
- 『いつかは行きたい美しい場所100』（日経ナショナルジオグラフィック社） 2013
- 『写真で比べる地球の姿 ビジュアル図鑑』（関利枝子共訳、日経ナショナルジオグラフィック社） 2013
- 『アイデアは交差点から生まれる イノベーションを量産する「メディチ・エフェクト」の起こし方』（フランス・ヨハンソン、阪急コミュニケーションズ） 2014
- 『海に生きるいのち ナショナルジオグラフィック傑作写真ワイルドライフ』（ナショナルジオグラフィック編著、日経ナショナルジオグラフィック社） 2014
- 『暴力の人類史』（スティーブン・ピンカー、塩原通緒共訳、青土社） 2015

### 児童書
- 『まほうをかけられたまじょのアマンダ』（ジョン・ヒンメルマン、アルク） 1989
- 『アマンダとまほうのはたけ』（ジョン・ヒンメルマン、アルク） 1989
- 『きかんぼうのあおいこねこ』（エインズリー・プライヤー、アルク） 1989
- 『あおいこねことおさらいっぱいのクッキー』（エインズリー・プライヤー、アルク） 1989
- 『いしのスープ』（トニー・ロス、アルク） 1990
- 『ぼくのせいじゃないのに』（トニー・ロス、アルク） 1990
- 『ダーク・エンジェル』（V・C・アンドリュース、扶桑社ミステリー） 1990
- 『三びきのコブタのほんとうの話』（A・ウルフ談、ジョン・シェスカ、岩波書店） 1991 - 大型絵本
- 「タイムワープ三人組」（ジョン・シェスカ、岩波書店）
『アーサー王救出作戦』 1994
『海賊黒ひげをやっつけろ』 1994
『消えたシャイアン族のなぞ』 1995
『ぼくのママはネアンデルタール人』 1995
『2095年への旅』 1999
『ファラオの神殿のひみつ』 1999
- 「フォーチュン団のなかまたち」（マーガレット・マーヒー、岩波書店）
『木の上のひみつ基地』 1997
『ロリーの勇気』 1997
『テッサのお金もうけ』 1997
『ふしぎな暗号』 1997
- 『悪者は夜やってくる』（マーガレット・マーヒー、岩波書店） 2000
- 『オズの魔法使い』（フランク・ボーム、岩波少年文庫） 2003
- 『ポータブル・ゴースト』（マーガレット・マーヒー、岩波書店） 2007
- 「いたずらゴブリン」（ビクター・ケラハー、小学館）
『南の国なんて大きらい』 2010
『海なんて大きらい』 2010
『大都会なんて大きらい』 2010

## 参考
- http://bookweb.kinokuniya.co.jp/htm/4092905041.html